# 巴明吉—班戈兰国家公园
巴明吉—班戈兰国家公园是中非共和国北部的一个国家公园及生物圈保护区。它是几内亚-刚果森林生物群的组成部分。 它建立于1993年。瓦萨科-博洛自然保护区位于国家公园的中部。